# Quaramia
Quaramia là một chi bướm đêm thuộc họ Noctuidae.